# Democrazy
Democrazy es el primer intento solista serio de Damon Albarn, a pesar de que él no lo considera así: el mismo Albarn afirmó en declaraciones al periodista Gustavo Bove: "Democrazy es sólo un juego que quise sacar a la luz. Son maquetas de canciones que me iban saliendo en medio de la gira con Blur y me pareció divertido mostrarlas y editarlas sólo para curiosos".
Fue grabado en habitaciones de hotel durante la gira presentación de Think Tank (el álbum ’03 de Blur). Con un concepto despojado y absolutamente low fi, Democrazy (nombre bipolar que puede significar tanto "Maqueta loca" como "Democracia") llega a las bateas en el 2004. Apoyado en una edición limitada de 5.500 vinilos en 10 pulgadas y bajo la etiqueta de Honest Jons Records (la misma discográfica indie que puso en la calle Mali Music y el debut de The Good, The Bad & The Queen), Democrazy muestra 14 canciones en estado embrionario que, de alguna manera, revelan el método creativo de quien hoy es considerado como uno de los artistas más importante que ofreció Inglaterra durante los últimos 20 años. 
Maquetas de futuros singles de Gorillaz ("I Need a Gun", demo de Dirty Harry), melodías conmovedoras ("Half a Song"), ritmos precarios ("A Rappy Song"), experimentos sonoros ("I Miss You" y "Hymn To Moon"), desechos de su experiencia con los músicos malienses ("Back To Mali") y climas de encierro ("America Welfare") construyen la columna vertebral de un álbum que seguramente dentro de algunas décadas podría elevar su estatus a obra de culto.
- Datos: Q5255919